# Doctor Stranger
Doctor Stranger (en hangul, 닥터 이방인; romanización revisada, Dakteo Ibangin), también conocida en español como Doctor desconocido, es una serie de televisión surcoreana de drama médico emitida durante 2015. Dramatiza la vida del ficticio doctor Park Hoon, un joven surcoreano que crece en Corea del Norte, ahí desarrolla habilidades médicas y conoce a una joven que lo enamora y provoca en su corazón el más profundo amor, llegando a poner en peligro su vida por ella, sin embargo, él anhela volver al sur junto a ella, y las únicas posibilidades de hacerlo, podrían acabar con sus vidas y todos en su entorno.
Es protagonizada por Lee Jong Suk, Jin Se Yeon y Kang So-ra, con las participaciones antagónicas de Park Hae-joon, Jeon Gook-hwan, Park Hae Jin, Nam Myung-ryul y Choi Jung-woo. Fue transmitida en su país de origen por SBS desde el 5 de mayo hasta el 8 de julio de 2014, con una longitud de 20 episodios al aire las noches de los días lunes y martes a las 21:55 (KST). Fue un éxito en China, donde los derechos fueron vendidos por USD 80,000 por episodio a los portales de streaming Youku y Tudou donde recibieron 330 millones y 50 millones de visitas, respectivamente; hasta el 7 de julio de 2014, se reportó que Doctor Stranger había sido reproducida más de 400 millones de veces, en ese país.

## Argumento
Park Hoon es un chico con habilidades médicas que fueron heredades de su padre, Park Chul, quien era un cirujano toráxico. Por medio de un engaño del director del hospital Myungwoo, Oh Jong Gyo, y el asambleísta, Jang Seok Joo, Park Hoon a la edad de 8 años y su padre viajan a Corea del Norte para salvar la vida del líder Kim Il-sung, pero cuando deben regresar a Corea del Sur se dan cuenta de que fue una trampa y se les prohíbe salir del país. Así es como Hoon conoce a Song Jae Hee, una niña norcoreana muy alegre y que con el paso del tiempo queda perdidamente enamorado de ella, sin embargo, debido a que la familia de Jae Hee poseía lazos con gente fuera del país, son secuestrados y enviados a un campo de reeducación, por otro lado Park Hoon en Pyongyang continua y finaliza con sus estudios de medicina. Posteriormente es enviado a un centro médico y luego de 5 años, la encuentra como paciente, en este caso para sacrificarla y quitarle los riñones para donarlos a su padre, pero Park Hoon decide salvarla a ella y dejarlo morir a pedido de él.

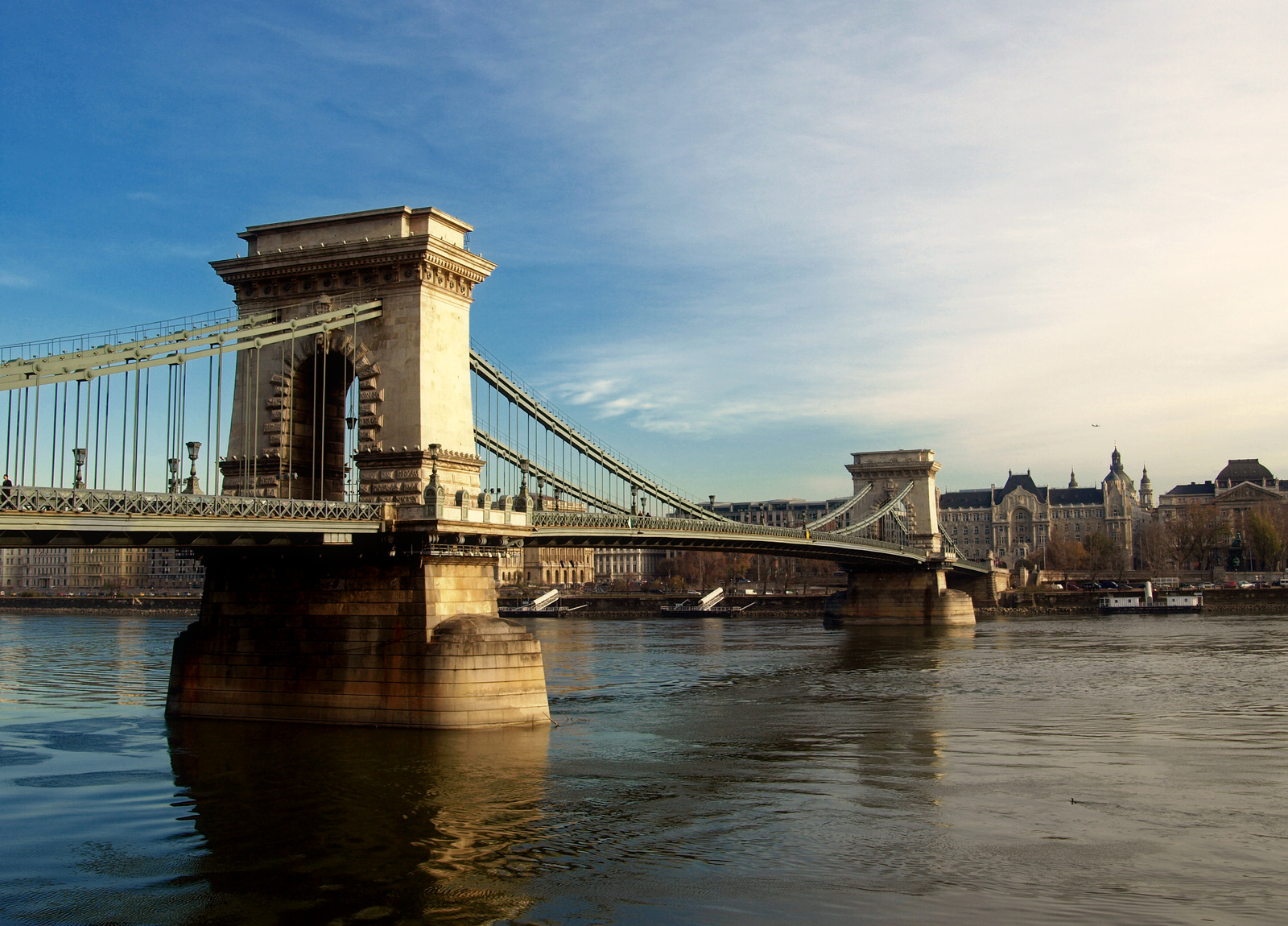
Puente de las Cadenas, en Hungría, lugar donde Jae Hee cae de la mano de Park Hoon.

Un equipo médico proveniente de Europa, propone otorgar financiamiento y equipos médicos nuevos para Corea del Norte a cambio de mostrar las habilidades de Park Hoon junto a un paciente, en este caso con Jae Hee en Budapest. Una vez en ahí logran escapar, violando las medidas de seguridad de los guardias enviados junto a ellos, con la esperanza de pedir asilo político en la embajada de Corea del Sur, que por desgracia se encontraba cerrada. Al no tener donde escapar, son acorralados en un puente desde donde Jae Hee cae, es capturada y enviada de vuelta a Corea del Norte y Park Hoon al sur, encontrando trabajo en el hospital universitario Myungwoo, antiguo lugar de trabajo de su padre, ahí conoce a la doctora Oh Soo Hyun, hija ilegítima del dueño del hospital, que está comprometida con Han Jae Joon, el mejor cirujano toráxico que tiene el hospital, pero que esconde un plan de venganza para acabar con el hospital, tras la muerte de su padre ahí por Negligencia médica.
Hoon intenta diferentes métodos para traer a Jae Hee de vuelta, hasta percatarse de una anestesista muy parecida a ella, que es una persona llena de misterios e íntimamente relacionada con el norte, al ser espía y tener una misión secreta.

## Reparto

### Personajes principales
- Lee Jong Suk como Park Hoon.[6]

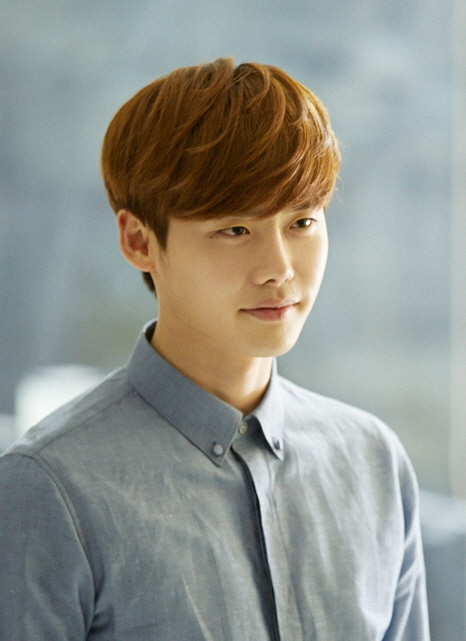
Lee Jong Suk, quien interpreta al doctor Park Hoon

  - Goo Seung Hyun como Park Hoon (niño).
- Jin Se Yeon como Song Jae Hee / Han Seung Hee.[7]
  - Seo Ji Hee como Song Jae Hee (niña).
- Park Hae Jin como Han Jae Joon.
- Kang So Ra como Oh Soo Hyun.

### Personajes secundarios
Hospital Myungwoo
- Jun Gook Hwan como Oh Joon Gyu.
- Choi Jung Woo como Moon Hyung Wook.
- Nam Myung Ryul como Choi Byung Chul.
- Kim Sang-ho como Yang Jeong-han.
- Hwang Dong Joo como Geum Bong Hyun.
- Kang Tae Hwan como Oh Sang Jin.
- Lee Jae Won como Kim Chi Gyu.
- Uhm Soo Jung como Min Soo Ji
- Han Eun Sun como Eun Min Se.
- Lee Ah Ri como Jo Mi Ran.

### Otros personajes
Fuera del hospital
- Chun Ho-jin como Jang Seok-joo.
- Jung In Ki como Kim Tae Sool.
- Park Hae-joon como Cha Jin-soo.
- Yoon Bo Ra como Lee Chang Yi.[8]
- Kim Yong Gun como Hong Chan Sung.
- Hwang Bum Shik como Sr. Lim
- Kim Ji Young como Jung Min.
- Sung Byung Sook como Madre de Chang Yi.
- Won Jong Rye como Madre de Sang Jin.

### Apariciones especiales
- Kim Sang Joong como Park Chul.
- Lee Il Hwa como Madre de Park Hoon.
- Park Hee Bon como Dr. Song Jae Hee.
- David Noh como Dr. Yan.[9]
- Gil Hae-yeon como Kim Eun-hee, la madre de Soo-hyun.
- Lee Seung Hyung como Jefe del equipo presidencial.
- Zhang Liang como Sean Zhang.[10]
- Kim Ji Eun como Secretaria de Joon Gyu.
- Kim Bo Mi como Kim Ah Young.

## Recepción

### Audiencia
En Azul la audiencia más baja y en rojo la más alta, correspondientes a las empresas medidoras TNms y AGB Nielsen.
| Ep. #    | Fecha de estreno    | Share        | Share        | Share       | Share       |
| Ep. #    | Fecha de estreno    | TNmS Ratings | TNmS Ratings | AGB Nielsen | AGB Nielsen |
| Ep. #    | Fecha de estreno    | Nacional     | Seúl         | Nacional    | Seúl        |
| -------- | ------------------- | ------------ | ------------ | ----------- | ----------- |
| 1        | 5 de mayo de 2014   | 9.4%         | 11.6%        | 8.6%        | 9.5%        |
| 2        | 6 de mayo de 2014   | 11.3%        | 13.7%        | 9.4%        | 9.9%        |
| 3        | 12 de mayo de 2014  | 11.6%        | 13.6%        | 12.1%       | 13.3%       |
| 4        | 13 de mayo de 2014  | 13.1%        | 16.2%        | 12.7%       | 13.3%       |
| 5        | 19 de mayo de 2014  | 14.2%        | 18.1%        | 14.0%       | 15.6%       |
| 6        | 20 de mayo de 2014  | 12.1%        | 15.9%        | 12.7%       | 14.3%       |
| 7        | 26 de mayo de 2014  | 12.8%        | 15.8%        | 13.1%       | 14.8%       |
| 8        | 27 de mayo de 2014  | 12.3%        | 15.1%        | 12.5%       | 14.1%       |
| 9        | 2 de junio de 2014  | 13.0%        | 16.1%        | 13.2%       | 14.7%       |
| 10       | 3 de junio de 2014  | 12.0%        | 14.8%        | 11.7%       | 12.9%       |
| 11       | 9 de junio de 2014  | 10.7%        | 13.5%        | 11.0%       | 12.4%       |
| 12       | 10 de junio de 2014 | 11.1%        | 14.1%        | 11.5%       | 12.7%       |
| 13       | 16 de junio de 2014 | 11.4%        | 13.6%        | 11.6%       | 13.1%       |
| 14       | 17 de junio de 2014 | 11.5%        | 13.6%        | 10.8%       | 12.3%       |
| 15       | 23 de junio de 2014 | 12.4%        | 15.2%        | 11.9%       | 13.6%       |
| 16       | 24 de junio de 2014 | 10.8%        | 12.4%        | 11.8%       | 13.4%       |
| 17       | 30 de junio de 2014 | 10.9%        | 12.7%        | 11.6%       | 13.3%       |
| 18       | 1 de julio de 2014  | 11.5%        | 12.8%        | 10.1%       | 11.2%       |
| 19       | 7 de julio de 2014  | 11.2%        | 13.7%        | 10.9%       | 12.3%       |
| 20       | 8 de julio de 2014  | 12.2%        | 14.2%        | 12.7%       | 14.6%       |
| Promedio | Promedio            | 11.8%        | 14.3%        | 11.7%       | 13.1%       |

## Banda sonora
| Track listing |                                                   |              |          |  |
| N.º           | Título                                            | Artista      | Duración |  |
| 1.            | «이방인» (Ibangin)                                | Bobby Kim    | 3:42     |  |
| 2.            | «낯선 길» (Natseon gil)                           | Eugene       | 3:52     |  |
| 3.            | «내일이 안 올 것처럼» (Naeili an ol geoscheoleom) | G.O          | 3:50     |  |
| 4.            | «이렇게 좋은 날» (Ileohge joheun nal)             | Jun Hye Won  | 3:36     |  |
| 5.            | «니가내가» (Niganaega)                            | Minah        | 2:50     |  |
| 6.            | «Because Of You»                                  | Park Jung Ah | 3:28     |  |
| 7.            | «지금만나러가요» (Jigeummannaleogayo)             | Lee Ki Chan  | 4:05     |  |
| 8.            | «I am A Stranger»                                 | Kim Jang Woo | 3:24     |  |
| 9.            | «Promise»                                         | Kim Jang Woo | 3:13     |  |
| 10.           | «Team Strangers»                                  | Kim Jang Woo | 3:40     |  |
| 11.           | «New Life»                                        | Kim Jang Woo | 2:40     |  |
| 12.           | «Escape»                                          | Kim Jang Woo | 3:36     |  |
| 13.           | «The Meaning Of Tears»                            | Kim Jang Woo | 3:56     |  |
| 14.           | «Dangerous Guys»                                  | Kim Jang Woo | 3:00     |  |
| 15.           | «Memory»                                          | Kim Jang Woo | 4:46     |  |
| 16.           | «Right Way»                                       | Kim Jang Woo | 4:59     |  |
| 17.           | «G.R.B»                                           | Kim Jang Woo | 3:29     |  |

## Emisión internacional
- Birmania: SKYNET (2014).
- Filipinas: Cine Mo (2017).
- Hong Kong: TVB Japanese Drama (2014), TVB Window (2014-2015), J2 (2015).
- Japón: KNTV (2014), TV Tokyo (2016), Television Osaka (2016) y BS Japan (2016).
- Malasia: One TV (2014).
- Singapur: Channel U (2016).
- Tailandia: PPTV HD (2015).[13]
- Taiwán: STAR (2014), Fox (2015) y CTV (2015).